# Näcken (dikt av Stagnelius)
Näcken är en dikt från 1821 av den svenske poeten Erik Johan Stagnelius. Dikten bedöms vara en av Stagnelius mest kända. Den svenske litteraturkritikern Fredrik Böök menar, att dikten handlar om Stagnelius trosproblem.